# Vindelälven
Vindelälven est une rivière du nord de la Suède et un affluent du fleuve l'Umeälven.

## Géographie
Vindelälven prend sa source dans les Alpes scandinaves près de la frontière entre la Norvège et la Suède sur la commune d'Arjeplog. Elle se dirige ensuite vers le sud-est à travers les sud de la Laponie, traversant la ville de Vindeln, pour se jeter dans Umeälven près de la ville de Vännän à trente kilomètres de l'embouchure de Umeälven.

## Hydrologie

### Principaux affluents
- Laisälven.

## Production hydroélectrique
Aucun barrage hydroélectrique n'est construit sur Vindelälven.

## Galerie

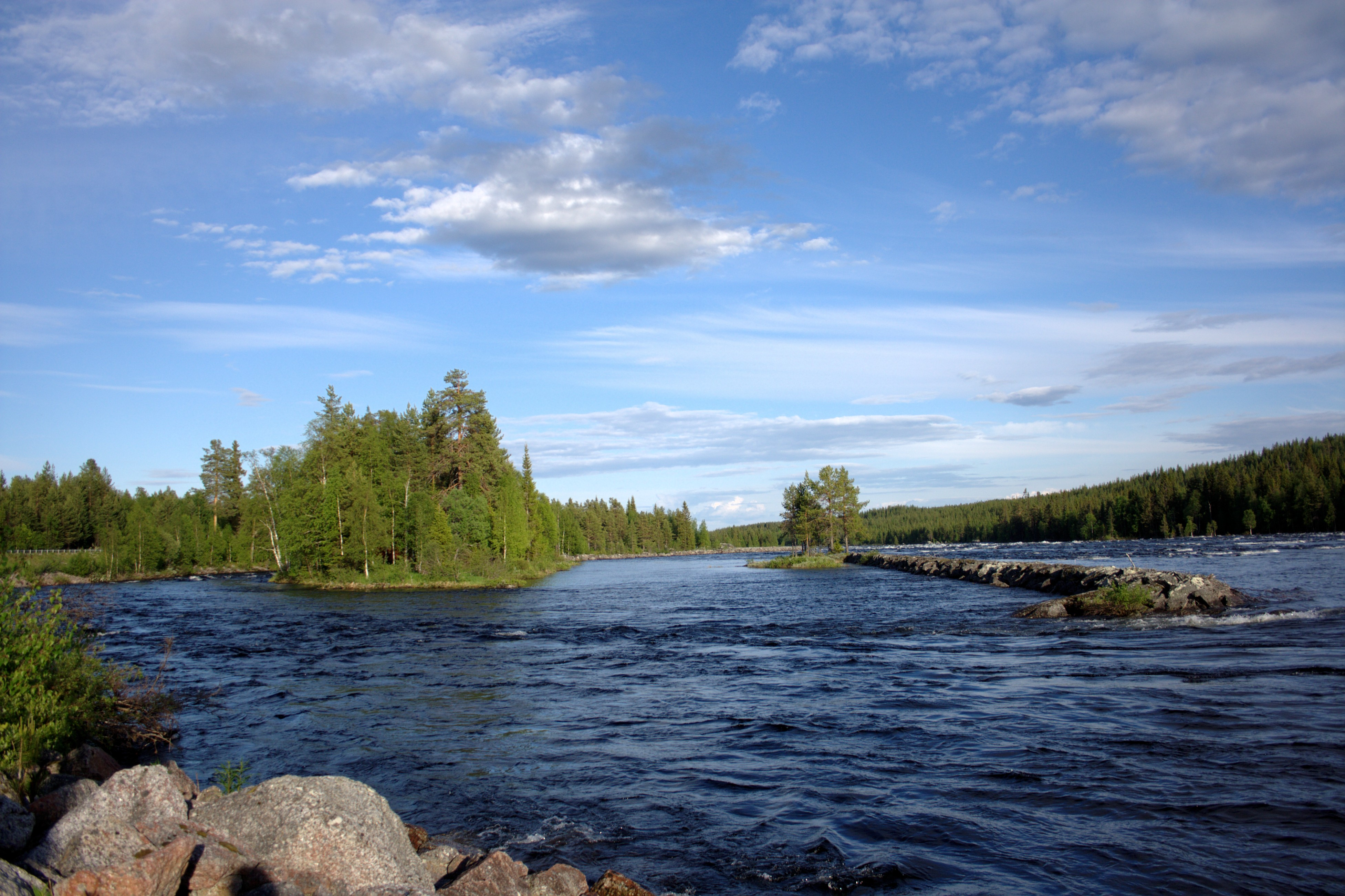
Beukaforsen en juin 2012
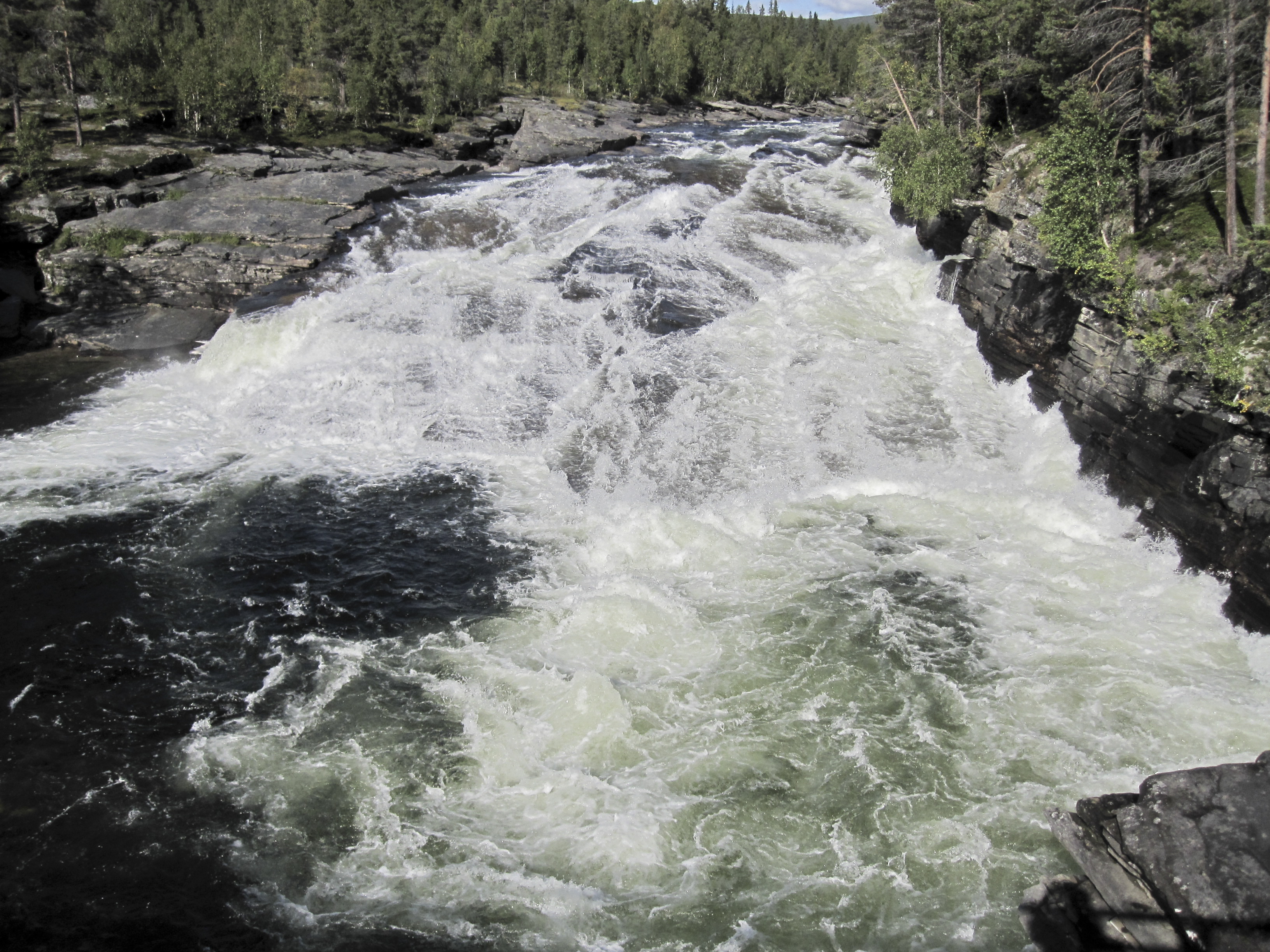
Vindelälven à Ammarnäs

## Sources
- (sv) Données sur la longueur des fleuves de Suède
- (sv) Données sur le débit des fleuves de Suède